# بیمارستان بیکرست
بیمارستان بـِیکرست (به انگلیسی: Baycrest) بیمارستانی مدی‌کِـر در شهر تورنتو کشور کانادا است که در سال ۱۹۱۸ میلادی ساخته شده و دارای ۴۷۲ تخت است.